# Retrogardism

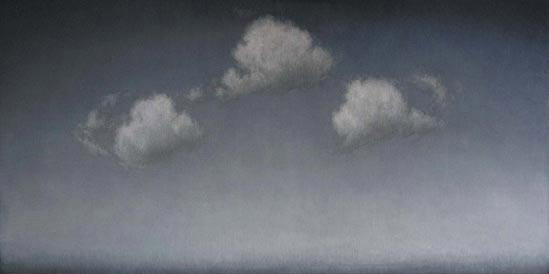
Christopher Rådlund, Tre moln, olja på duk, 100x200 cm.

Retrogardismen är en konst- och litteraturinriktning som i Skandinavien inspirerats av de skånska poeterna Clemens Altgård och Håkan Sandell som skrev stridsskriften och poetiken Om retrogardism (1995) (svenska); I Danmark presenterades och översattes avsnitt av Om retrogardism av Fredrik Stjernfelt i tidskriften Kritik, i Norge presenterade Cathrine Grøndahl boken i Morgenbladet. Bokens två essäer hävdade en dynamisk "nytraditionell" diktkonst under devisen tradition är förnyelse. En mening ur Om retrogardism som ofta citerats i media är Clemens Altgårds: "Retrogardismen [...] strävar efter återupprättande av förlorade sammanhang och återupplivandet av förbrukade språksystem."
Begreppet retrogardism användes ursprungligen av det slovenska konstnärskollektivet Neue Slowenische Kunst (NSK), en rörelse som har vissa gemensamma drag med den skandinaviska linjen.
Retrogardismen saknar manifest, men kan ändå sägas präglas av nyromantik och en uppvärdering av traditionella tekniker och verkningsmedel inom såväl litteratur, arkitektur, konst som musik. Retrogardism kan på det viset ses som avantgardismens motsats. Retrogardismen är enligt litteraturvetaren Guiliano D'Amico (2020) en estetik som ställer sig 1. emot en evolutionär tanke om en konst som blir bättre och bättre, i takt med framsteget, 2. emot en förståelse av historiesyn som förutsätter en specifik typ av konst för varje epok, 3. emot avantgardismens idé om evigt nyskapande 4. för ett formmässigt medvetande, må det vara i metriskt eller figurativt avseende, 5. för det mänskliga, det känsloladdade och det sköna, 6. för hantverket, och emot postmodernismens reproducerbara konst.
Strömningen samlades 1997 i tidskriften Aorta, senare även i tidskriften Kilden, och lever vidare bland annat genom utgivning av antologier på Carl Forsbergs bokförlag, de norska poeterna Ronny Spaans, Eirik Lodén och Henning Næss samt det nyfigurativa måleriet i Oslo, där bildkonstnären Christopher Rådlund blev en av eldsjälarna. Inom musikområdet kan komponisten Marcus Paus nämnas.

## Egna definitioner
Carl Forsberg har uttryckt sig om retrogardismen på följande vis: "Medan de retrogardistiska poeterna på oklar grund blivit anklagade för siaranspråk, så har vår tids etablerade kulturskikt verkligen kommit att uppträda som självuppfyllande profeter innanför sin kultur-evolutionistiska tro på att modernism eller dekonstruktivism uppstått innanför en lagbunden historieutveckling. I en sådan traditionsförståelse leder allting vidare linjärt till något annat, 1800tals-konstnärer som Delacroix och Turner anses förutspå den expressionistiska respektive den abstrakta konsten, medan en Rimbaud  eller en Lautréamont, glest lästa i sin egen tid, som en självklarhet förutsätts framåtseende ha diktat för framtiden. Då hör det tvärtom till retrogardismens mest radikala sidor att för oss är många olika slags framtid och olika utvecklingsvägar alltid möjliga. Som på knappast något annat håll har man innanför retrogardet vinnlagt sig om det undanskuffade och övergivna, historiens så kallade blindgångar, lokalt och internationellt, från allt mellan nedvärderad nygotik till förbigången symbolism. Medan avantgardismen – historiskt sett och nu som institutionaliserad – gärna blir intolerant, så lämnar retrogardismens traditionsförkärlek en öppenhet för en samtidig existens av många olika världar och värden.
I en retrogardistisk enkät 1999 definierade Håkan Sandell begreppet retrogardism:
"Retrogardism, en ordlek på beteckningarna retro och avantgarde i betydelserna Åter och Före, visar självfallet på en upptagenhet av skiftande tidsplan. Vid en jämförelse med den fornnorska mytens tempus: Urd - Verdandi - Skuld kan man påminna sig två saker. För det första hur Verdandi, alltså nuet, kan utläsas som "det vardande". Vilket innebär att nuet är en process snarare än ett tillstånd. För det andra att Skuld, det vill säga "det som följer" inte nödvändigtvis är att betrakta som ett kronologiskt skede, utan av flera uttolkare betraktats som en summa, en summa av det förflutna och nuet. Jag menar att det som kan omnämnas som ett retrogardistiskt projekt, under sin inledande fas koncentrerat sig om att finna alternativa ingångar till nuet (hos slovenerna med en historiekritisk, undersökande orientering), och därav har följt det tillbakablickande drag som för utomstående tycks ha blivit det mest lättidentifierbara. När sedan nuet innanför detta 'retrogardes' strävanden, börjar läcka över in i framtidens rum så avrundas den tidsrelaterande cykeln redan innan den fullbordats eftersom återkomsten (retro) innanför det konstnärliga skapandet måste förbli framförgående projektiv (avant) [...]"
Sandell tycks tio år senare vara inne på ett liknande spår när han innanför en nyare retrogardistisk enkät 2009 svarar: "Vår retrogardism är således upptagen av det processinriktade 'tids-vardandet' (Heideggers term) som skiljer den från kulturkonservatismens mer (rumsligt) fastlåsta scenarier'. I samma enkät svarar han i en kommentar till Om retrogardism; "Nu femton år senare rymmer det regionalpolitiska perspektivet inte längre stor mening för mig och retrogardismen hade jag nog hunnit lämna bakom mig om det inte vore för att hon utifrån sina tidiga fixeringar kom att utveckla ett sådant förnämligt undersökningsverktyg för [...] de semantiska övertoner det går att avlocka den kulturella över- och undertexten. Oslo-retrogardet har fortsatt att understryka en kollektivistisk kulturförståelse, där konst och poesi inte är autonoma entiteter utan föds ur och utspelas innanför ett djupliggande samspel med en publik av läsekrets och åhörare, i nutid och dåtid, genom en serie kulturella kodifieringar vilken konsten/poesin inte endast tolkas utifrån utan även har sitt upphov i."
I samma enkät lägger den norske poeten Ronny Spaans in en varning för förenklade läsningar av retrogardism som begrepp; "Begrepet vekker vidt ulike assosiasjoner, fra det reaksjonære til det radikale og progressive. Når man i fremtiden, med en klarnet blikk, skuer tilbake på vår tids konflikt mellom retro- og avantgardisme [...] vil man gjennom den lettende tåken ane spirene på den retrogardistiske kirke, der (før-)historiske symbol og tegn virker organisk sammen med en fornyet realitet - en realitet som ikke er ny, men kun fornyet, for dens erkjennelsehorisont ligger ennå innebyggd i disse tegnene [...] Det skal i så henseende understrekes at retrogardisme ikke former noen adskillelse fra begrepet kunst. Det er heller tale om å vinne begrepet tilbake, gjenforene det med sine ikonologiske og emblematiske referanser og atter betrakte den samtidige virkeligheten som en kontinuitet."

## Retrogardistisk litteratur
- 1995 - Om retrogardism, essäer av Håkan Sandell och Clemens Altgård (ellerströms förlag)
- 2000 - Från ormbädden - Fra ormeleiet, poesi (Carl Forsbergs Bokförlag)
- 2002 - Metro nord : en skandinavisk diktantologi, poesi. Medverkande: Michael Economou, Carl Forsberg, Ulrikka Gernes, Kennet Klemets, Eirik Lodén, Niels Lyngsø, Annika B. Myhr, Håkan Sandell, Ronny Spaans och Anders Ödman. (Carl Forsbergs Bokförlag)
- 2005 - Urblå natt : den 3:e retrogardistiska diktantologin, poesi. Medverkande: Bill Coyle, Serge van Duijnhoven, Carl Forsberg, Ulrikka Gernes, Eirik Lodén, Annika B. Myhr, Mikolaj Orlinski, Håkan Sandell, Ronny Spaans och Anders Ödman. (Carl Forsbergs Bokförlag)

## Retrogardistiska tidskrifter
- Aorta
- Kilden